# Línea 553 (Mar del Plata)
La línea 553 es una línea de colectivos del Partido de General Pueyrredón perteneciente desde sus orígenes a la empresa Transporte 25 de Mayo S.R.L. La cual está identificada con el color rojo.

## Recorrido
Haciendo Click Aquí podrá consultarse el recorrido de la Línea 553.

### Constitución-Casino-Parque Cerrito-Puerto

#### Ida
Av. Constitución - T. Stegagnini - Florisbelo Acosta - Guglielmonti - Av. Constitución - Pelayo - Aragón - Av. Della Paolera - Joaquina Acevedo - José María Piran - Miguel Sagastizabal - Rizzutto - Alfonsina Storni - Av. Della Paolera - Av. José Manuel Estrada - Av. Carlos Tejedor - Joaquina Acevedo - Av. Felix U. Camet - Liniers - Padre Cardiel - Ricardo Gutiérrez - Av. Pedro Luro - Av. Patricio Peralta Ramos - Buenos Aires - Bolívar - San Luis - Dellepiane - Bouchard - Mateoti - Rosales - Roque Sáenz Peña - Arana y Goiri - Esteban Echeverria - Av. Fortunato de La Plaza - Cerrito - Calabria - Av. Edison - Tripulantes del Fournier - Triunvirato - Av. Vertiz - Av. Edison - Magallanes - Av. De Los Pescadores - Marlin - Mariluz 2 

#### Vuelta
Mariluz 2 - Av. Dorrego - Av. De Los Pescadores - 12 de Octubre - Av. Edison - Av. Vertiz - Triunvirato - Tripulantes del Fournier - Av. Edison - Calabria - Cerrito - Av. Fortunato de La Plaza - Roque Sáenz Peña - Rosales - Talcahuano - Córdoba - Belgrano - Av. Patricio Peralta Ramos - Diagonal Alberdi Norte - 25 de Mayo - Av. Independencia - Rivadavia - Deán Funes - Padre Cardiel - Patagones - Av. Constitución - Av. Felix U. Camet - Joaquina Acevedo - Av. Carlos Tejedor - Av. José Manuel Estrada - Av. Della Paolera - Alfonsina Storni - Rizzutto - Miguel Sagastizabal - Av. Della Paolera - Av. Constitución.